# راکال
راکال (به انگلیسی: Rockall)، یک جزیره خرد گرانیتی غیرمسکونی و دورافتاده در اقیانوس اطلس است که غربی‌ترین بخش از جزایر بریتانیا محسوب می‌شود. این جزیره تحت حاکمیت اسکاتلند قرار دارد و مساحت آن تنها ۷۸۴ مترمربع است. راکال در فاصله ۴۳۰ کیلومتری شمال غرب ایرلند، ۴۶۰ کیلومتری غرب بریتانیای کبیر و ۷۰۰ کیلومتری جنوب ایسلند واقع شده است.
افراد بسیار کمی تاکنون در راکال پیاده شده‌اند و طولانی‌ترین زمان اقامت انفرادی در آن تنها ۴۵ روز بوده است.